# 1er régiment de cuirassiers
Das 1er régiment de cuirassiers war ein Kavallerieregiment, später ein Panzerregiment der französischen Armee.

## Aufstellung und Umbenennungen
Aufgestellt wurde das Regiment während des Dreißigjährigen Krieges nach dem Abschluss des Vertrages von Saint-Germain-en-Laye durch Bernhard von Sachsen-Weimar in seiner Eigenschaft als Verbündeter Schwedens im Kampf gegen den Kaiser in Wien.
- 1635: In Dienst der königlichen Armee unter dem Namen des Kommandeurs Colonel Trefsky als: „Régiment de Trefsky-cavalerie“.
- Am 17. Oktober 1641: Umbenennung in: „Régiment de Flechstein-cavalerie“
- 1649: Umbenennung in: „Régiment de Nimitz-cavalerie“
- 3. Juni 1651: Umbenennung in: „Turenne-cavalerie“ nach Maréchal de Turenne, der neue Regimentsinhaber.
- 24. April 1657: Bezeichnung als Régiment Colonel-Général cavalerie zu Ehren seines Inhabers, des Maréchal de Turenne der Colonel-général de la cavalerie geworden war.
- 1791: Umbenennung in: 1er régiment de cavalerie.
- 1801: Umbenennung in: 1er régiment de cavalerie-cuirassiers.
- 1803: Umbenennung in: 1er régiment de cuirassiers.
- 1814: Umbenennung in: Cuirassiers du Roi (Im Zuge der Wiederherstellung der Bourbonenmonarchie)
- 1815: Umbenennung in:1er régiment de cuirassiers (Während der Herrschaft der Hundert Tage).
- 1815: Umbenennung in: Cuirassiers de la Reine (Im Zuge der zweiten Wiederherstellung der Bourbonenmonarchie)
- 1830: Umbenennung in: 1er régiment de cuirassiers während der Julimonarchie.
- 1919: Auflösung
- 1940: Wiederaufstellung als: 1er régiment de cuirassiers
- 5. Juni 1999: Fusion mit dem 11e régiment de cuirassiers zum 1er-11e régiment de cuirassiers.
- 2010: Das 4e regiment de dragons wurde aufgelöst und das 1er-11e régiment de cuirassiers übernahm dessen Namen. Es firmierte von da an unter „4e régiment de dragons“

## Uniformen des 18. Jahrhunderts

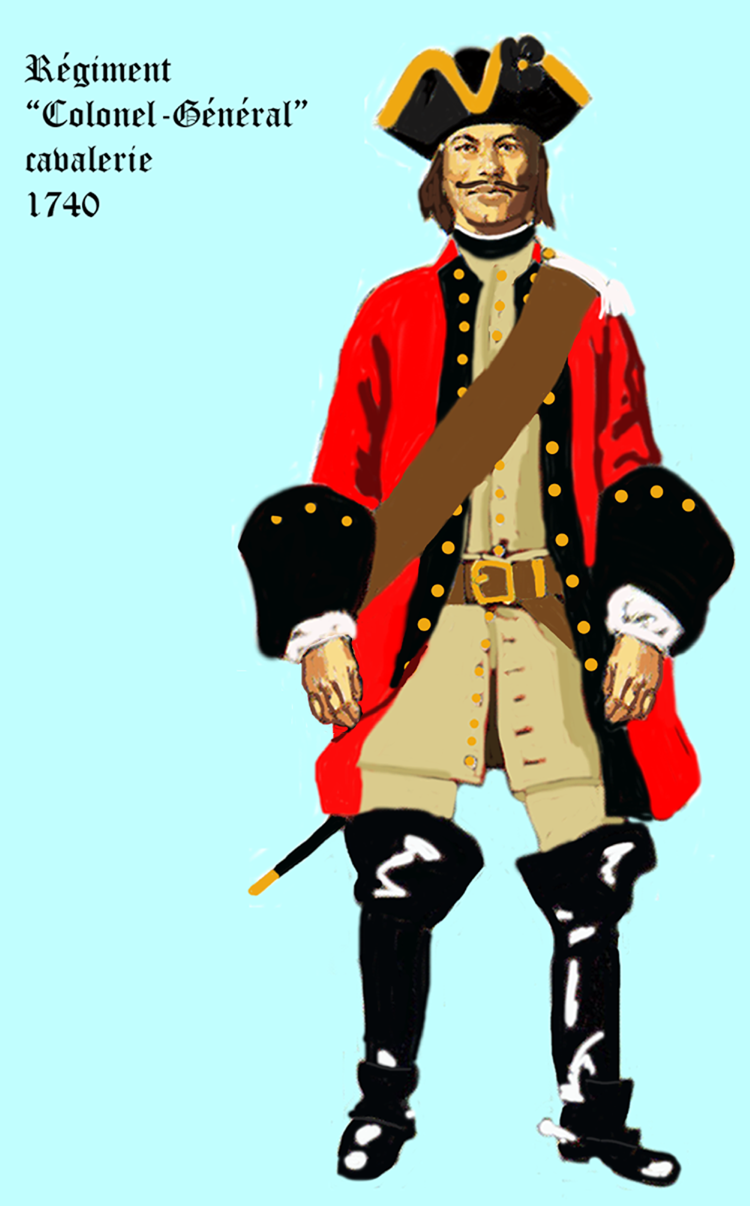
1740
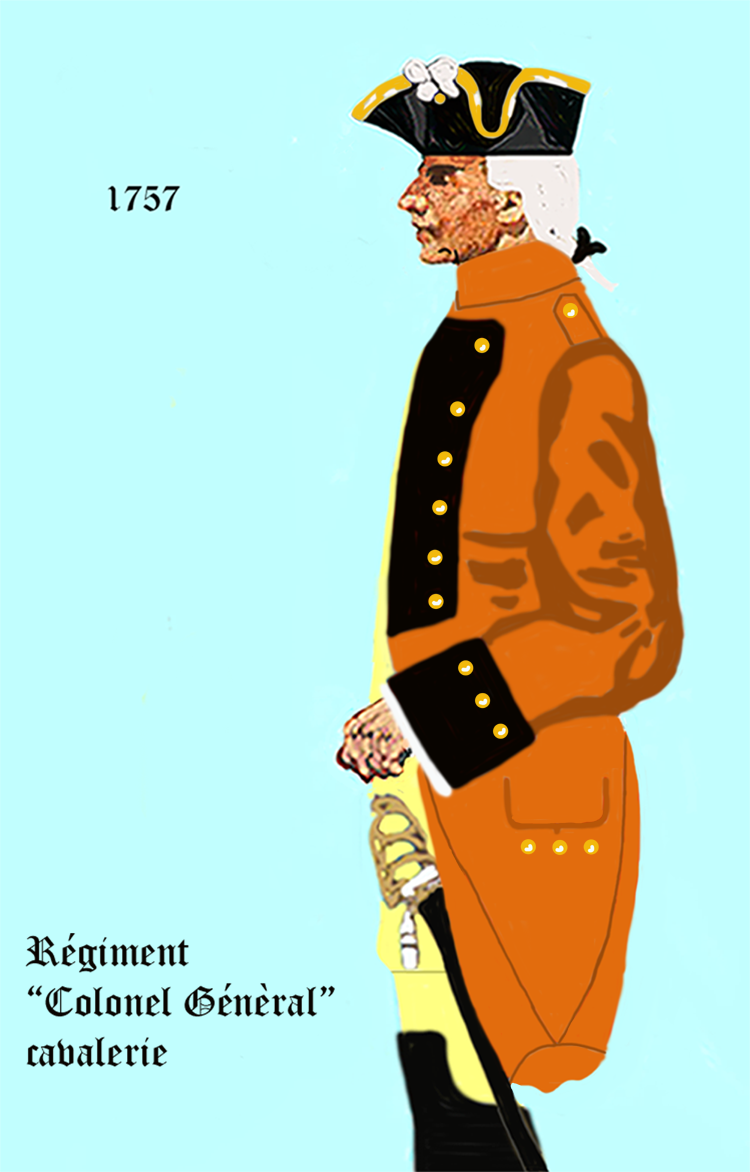
1757
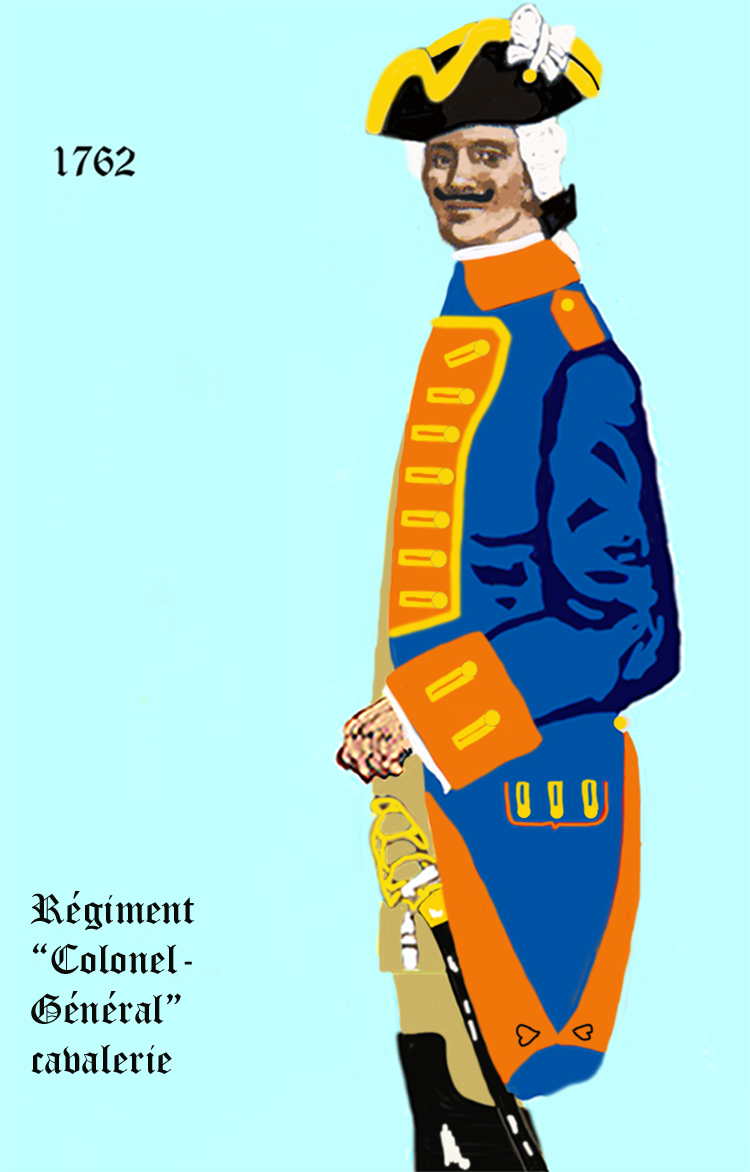
1762
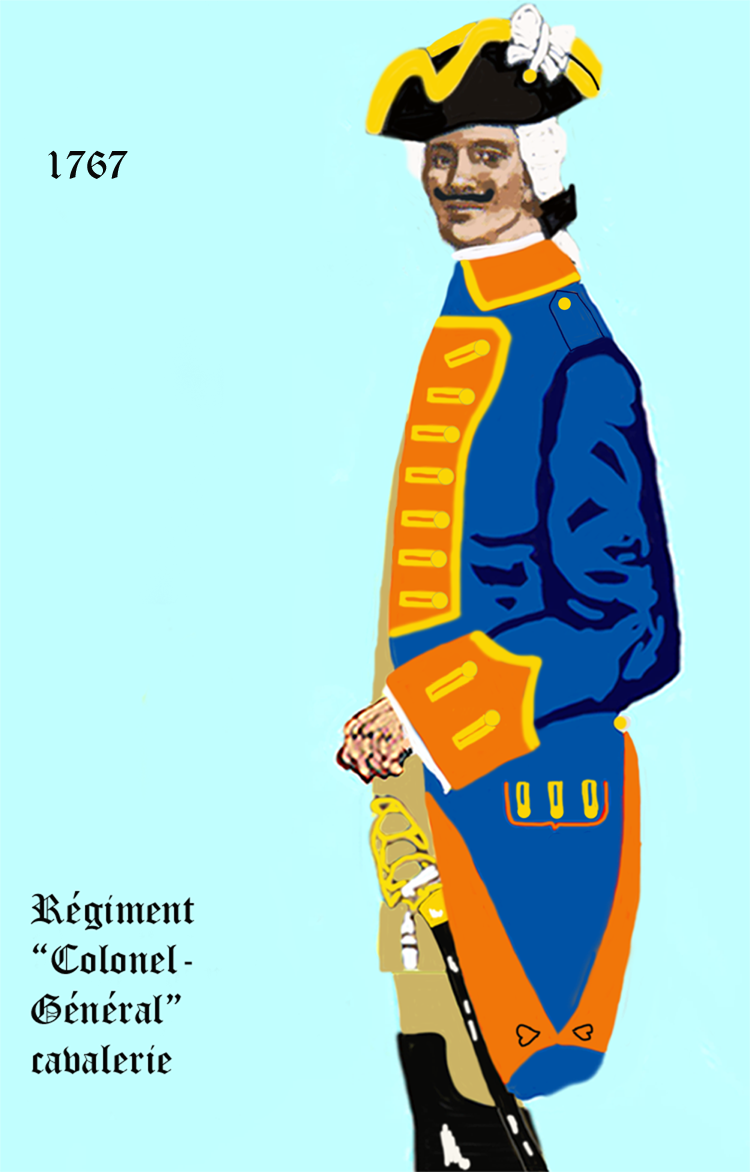
1767
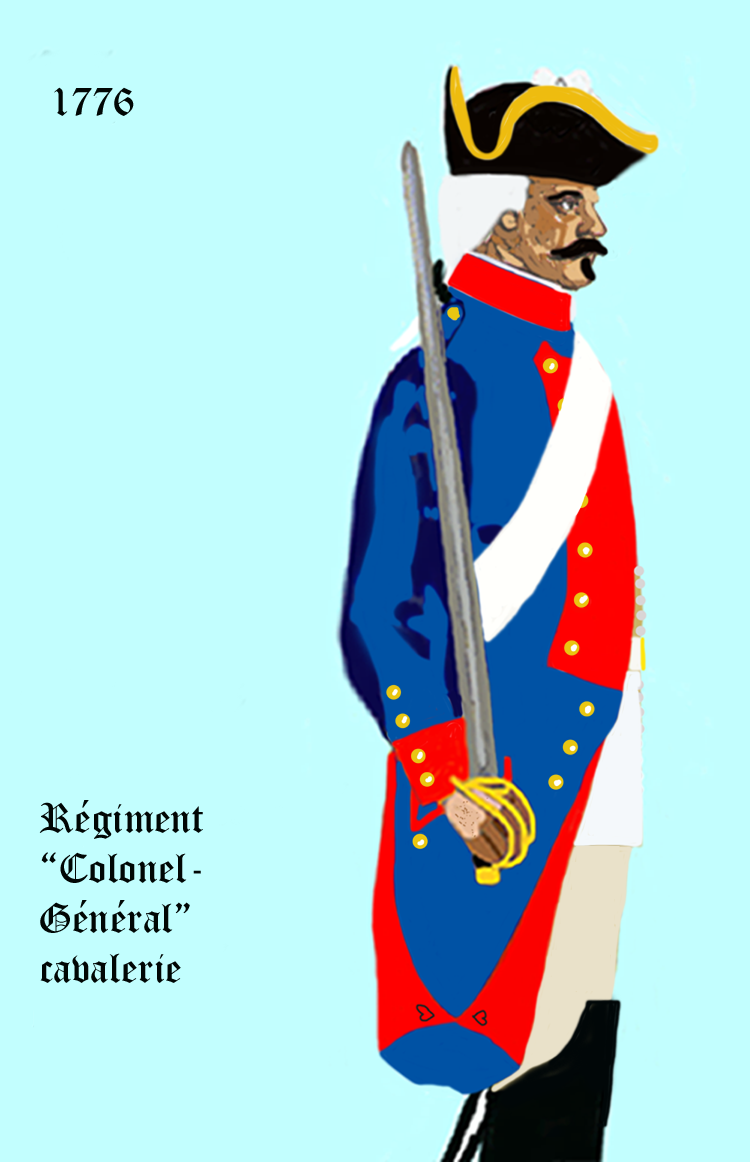
1776
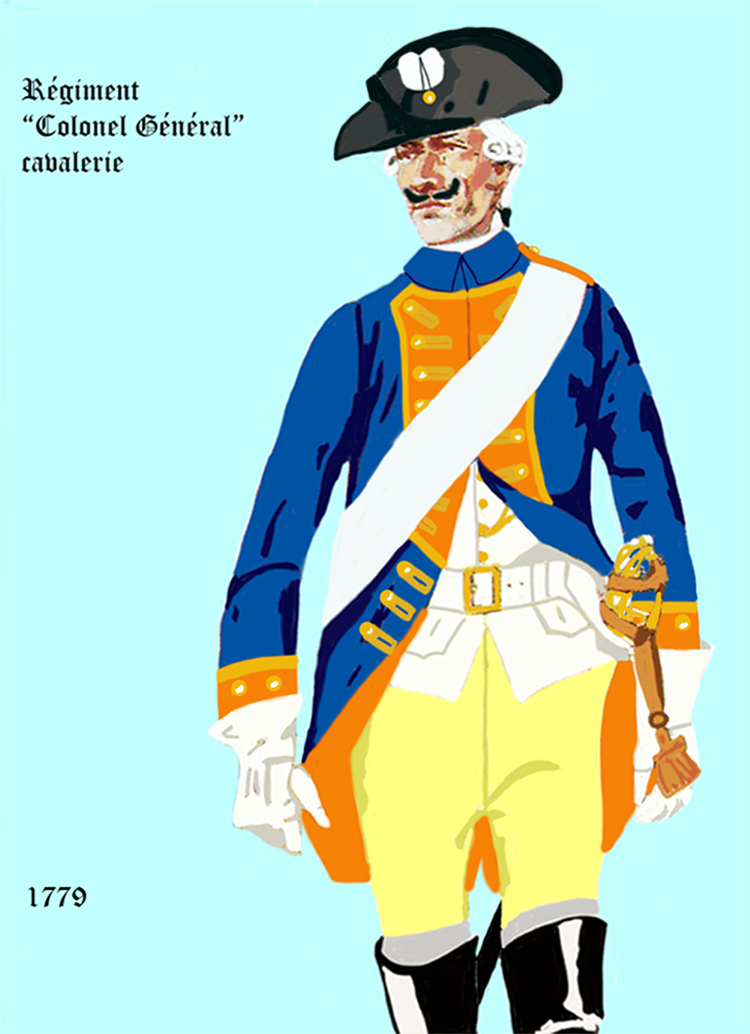
1779
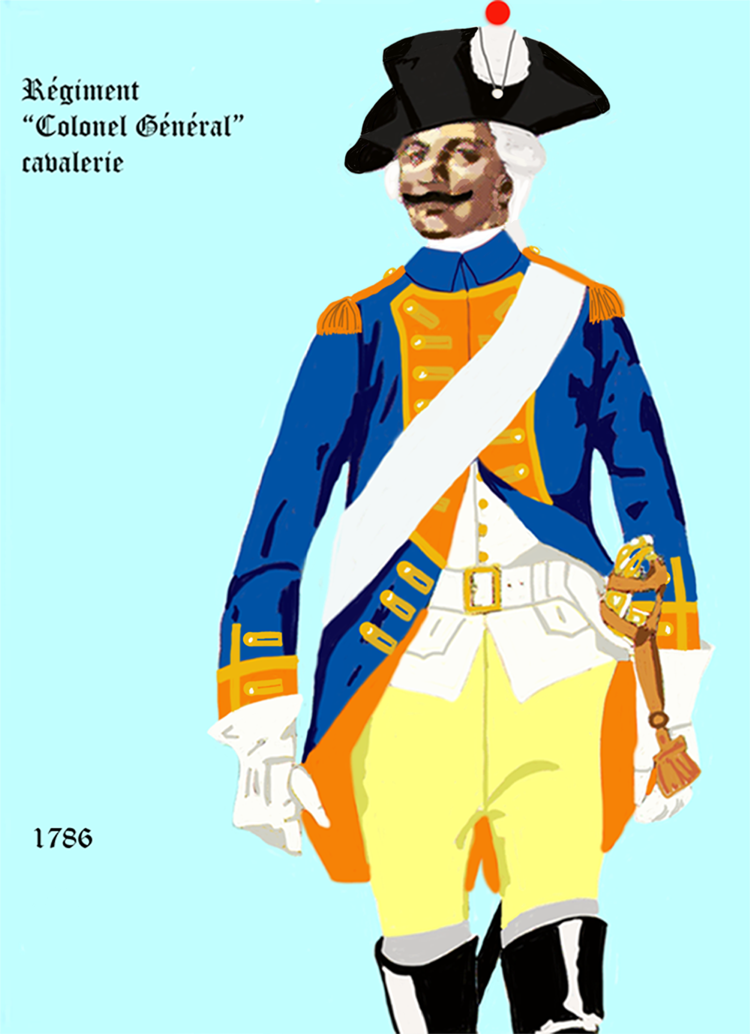
1786
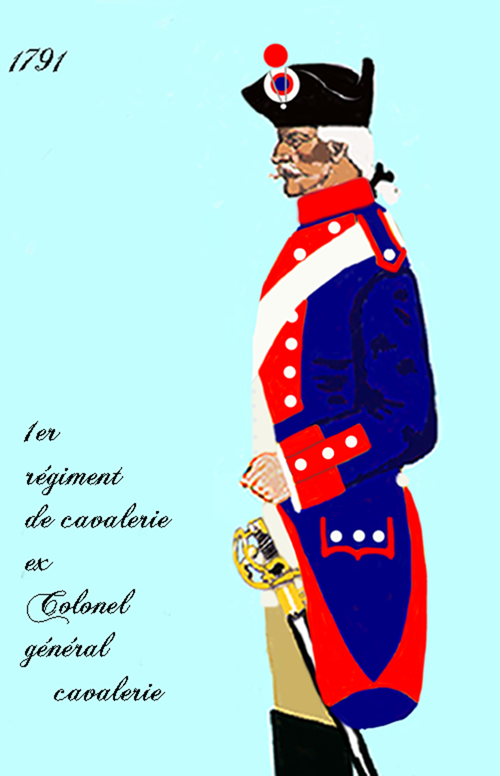
1791

## Königliche Standarten

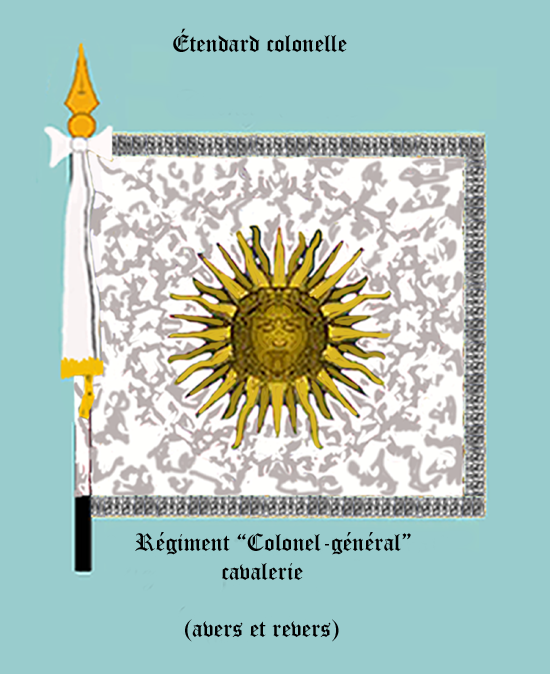
Leibfahne des Regimentsinhabers
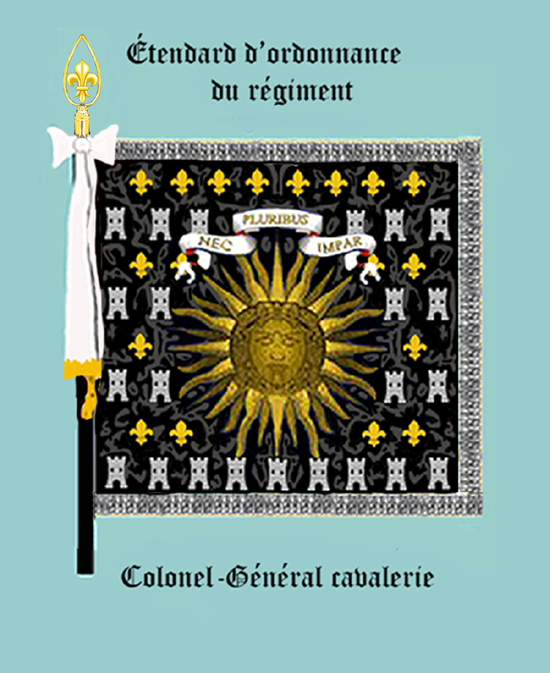
Ordonnanzfahne bis 1770 (Vorderseite)
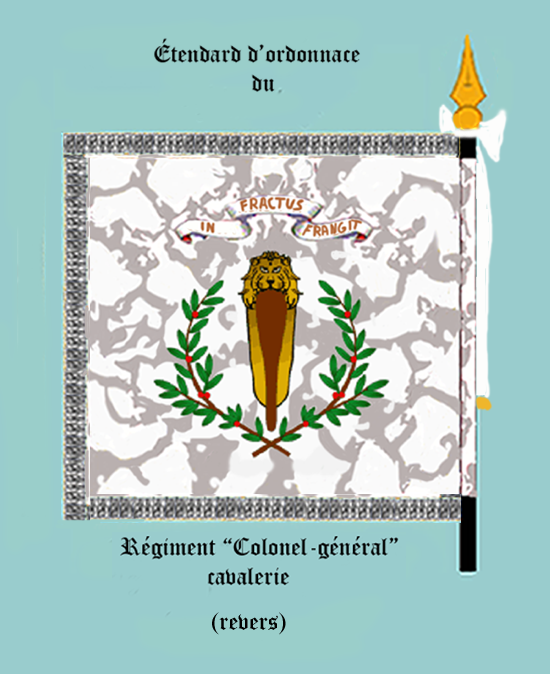
Ordonnanzfahne bis 1770 (Rückseite)
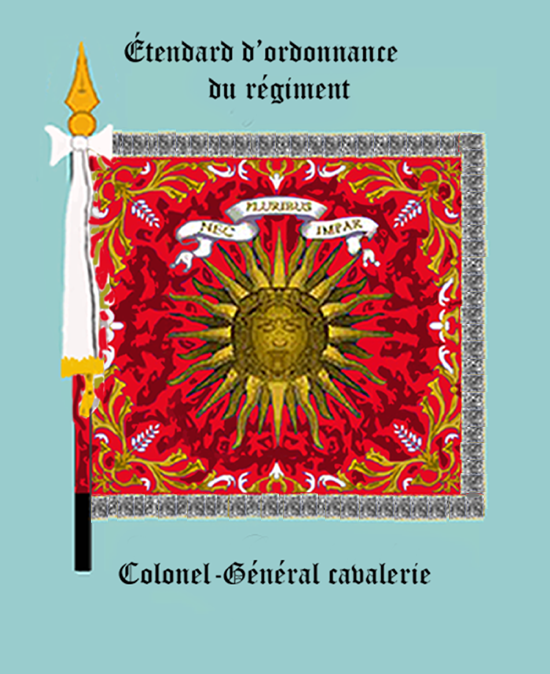
Ordonnanzfahne nach 1770 (Vorderseite)
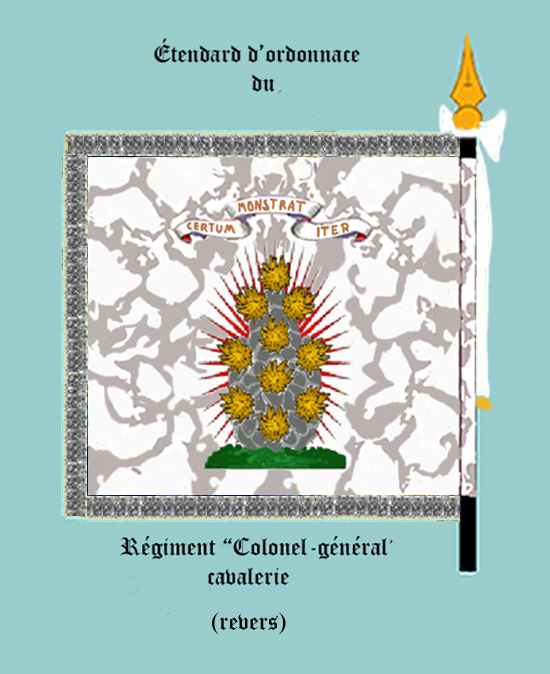
Ordonnanzfahne nach 1770 (Rückseite)

Mit der Neuorganisation vom 1. Januar 1791 wurden die Regimentsstandarten zunächst abgeschafft (bis 1804) und durch Escadronsstandarten ersetzt.

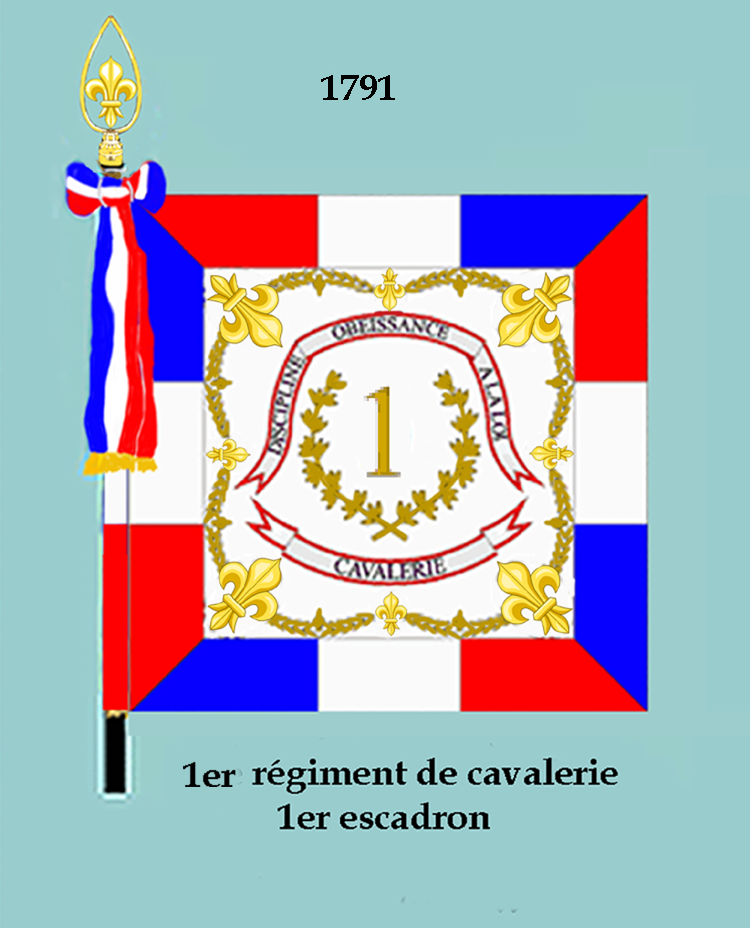
1. Escadron 1791 bis 1792
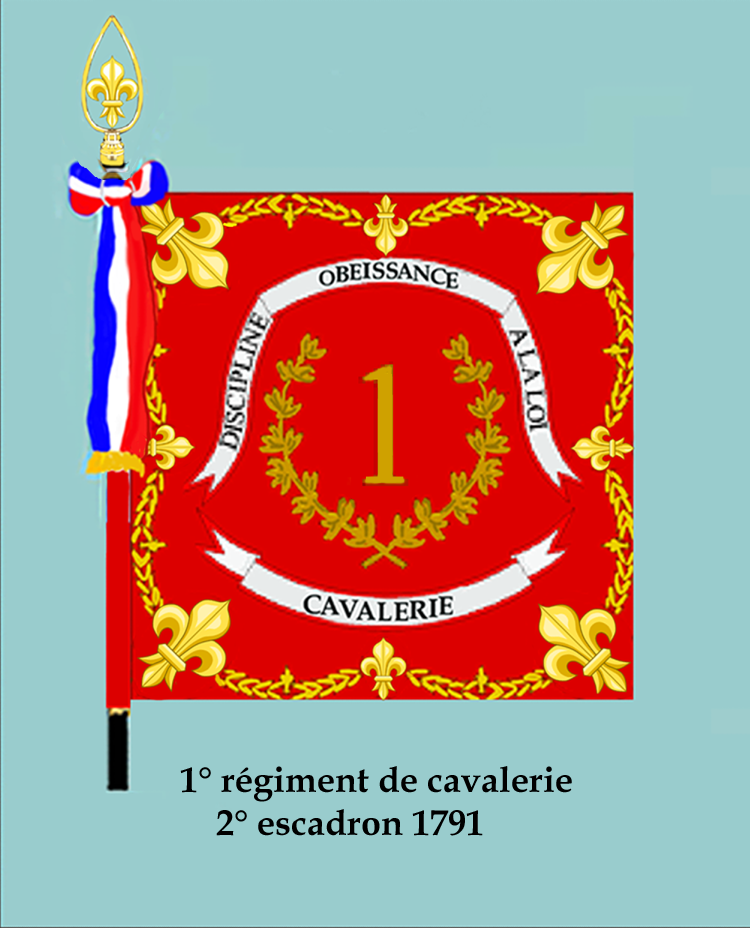
2. Escadron 1791 bis 1792
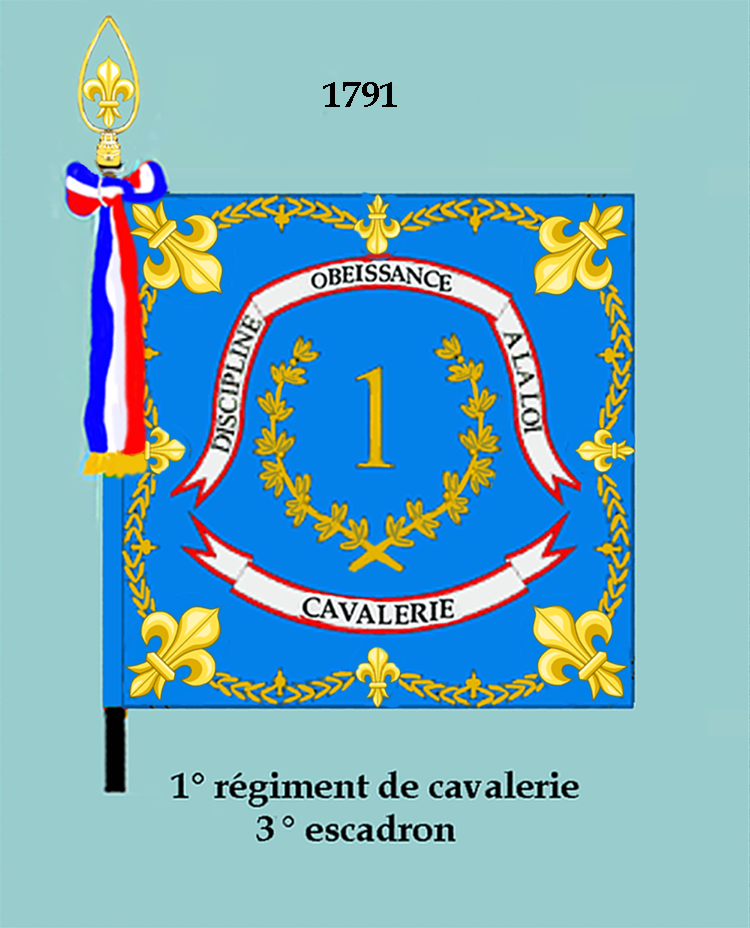
3. Escadron 1791 bis 1792
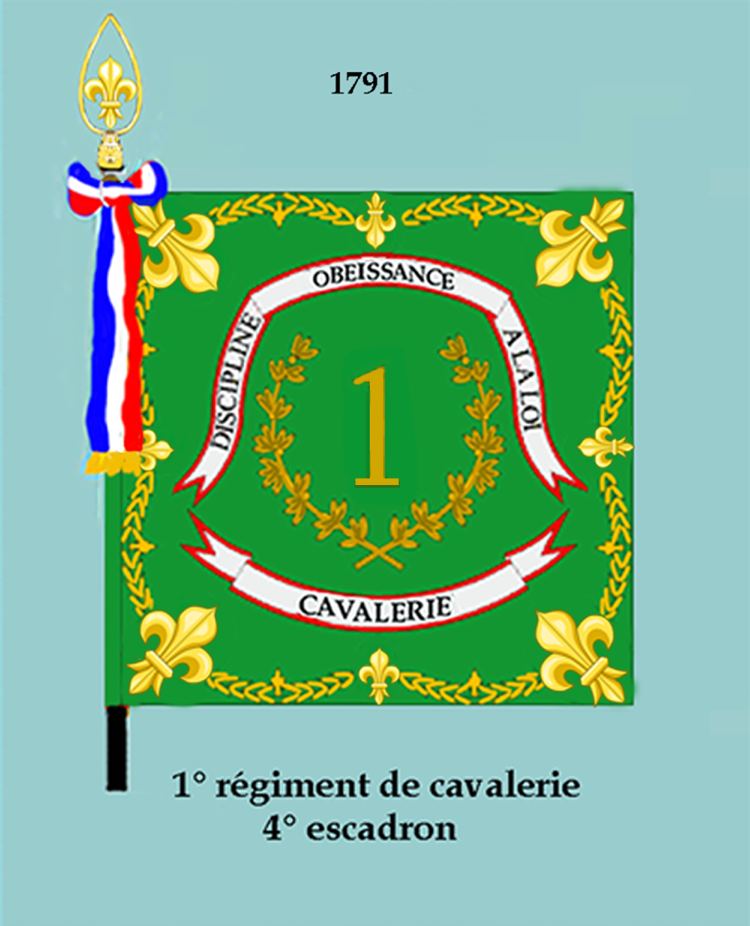
4. Escadron 1791 bis 1792

Mit der Absetzung des Königs 1792 wurden die Lilien durch Tuchstücke verdeckt.

## Mestres de camp/Colonels/Chefs de brigade
Mestre de camp war die Rangbezeichnung für den Regimentsinhaber und/oder den tatsächlichen Kommandanten. Sollte es sich bei dem Mestre de camp um eine Person des Hochadels handeln, die an der Führung des Regiments kein Interesse hatte (wie z. B. der König oder die Königin) so wurde das Kommando dem Mestre de camp lieutenant (oder Mestre de camp en second) überlassen. Die Bezeichnung Colonel wurde von 1791 bis 1793 und ab 1803 geführt, von 1793 bis 1803 verwendete man die Bezeichnung Chef de brigade. Ab 1791 gab es keine Regimentsinhaber mehr.

### Ancien Régime
- 25. Oktober 1635: Mestre de camp Trefski
- 17. Oktober 1641: Mestre de camp Flechstein
- 1649: Mestre de camp Nimitz
- 3. Juni 1651: Maréchal de France vicomte de Turenne
- 24. April 1657: Mestre de camp en second marquis de Saint-Viance
- 19. Januar 1666: Mestre de camp en second Jean Jacques, marquis de Renty
- 16. März 1674: Mestre de camp en second de Musse
- 1685: Mestre de camp en second de Quémadeuc
- 1702: Mestre de camp en second Le Brun d’Inteville
- 1711: Mestre de camp en second comte d’Elevemont
- 1717: Mestre de camp en second comte de Biouli
- 1. September 1730: Mestre de camp en second Léon François Legendre de Lormoy, comte d’Ons-en-Bray
- 10. September 1744: Mestre de camp en second Jérôme Laurent d’Eon, marquis de Soisy
- 1. März 1748: Mestre de camp en second Charles, comte d’Ourches
- 1758: Mestre de camp en second Bon Guy Doublet, chevalier de Persan
- 13. April 1761: Mestre de camp en second Anne Jacques Dubois, marquis de la Rochette
- 19. Juli 1763: Mestre de camp en second Jean-François Drouhin d’Arquerie, vicomte de Lhuys
- 20. April 1768: Mestre de camp en second Joseph Moulins Brunet, marquis d’Évry
- 13. April 1780: Mestre de camp en second Louis-Zacharie, marquis de Vassan
- 7. Mai 1785: Mestre de camp en second Charles Louis David Lepelletier d’Aunay

### Revolution und Erstes Kaiserreich

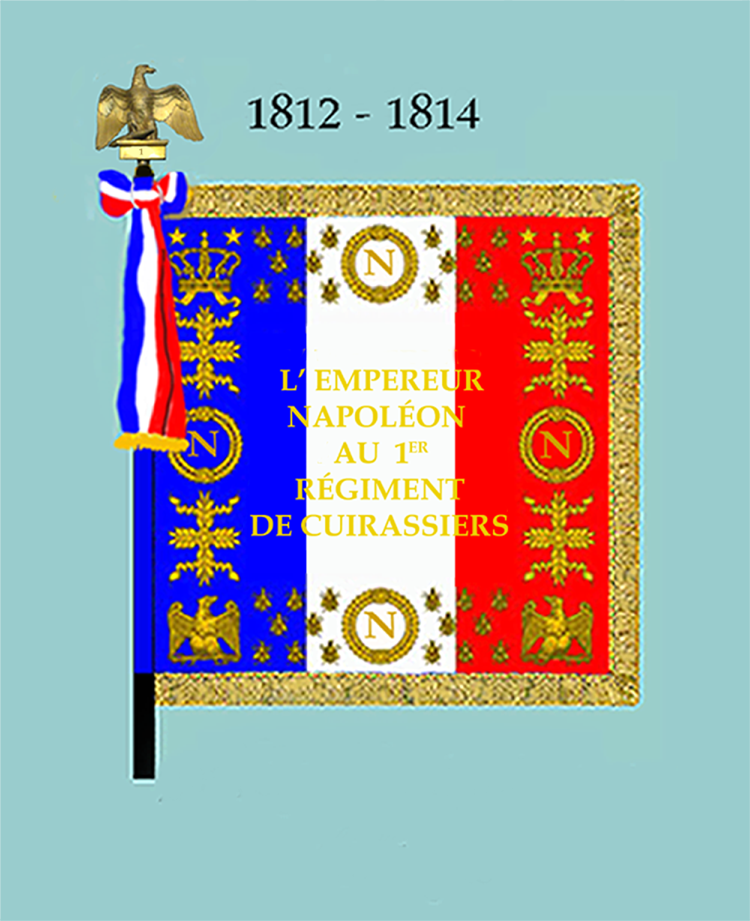
1812 bis 1814

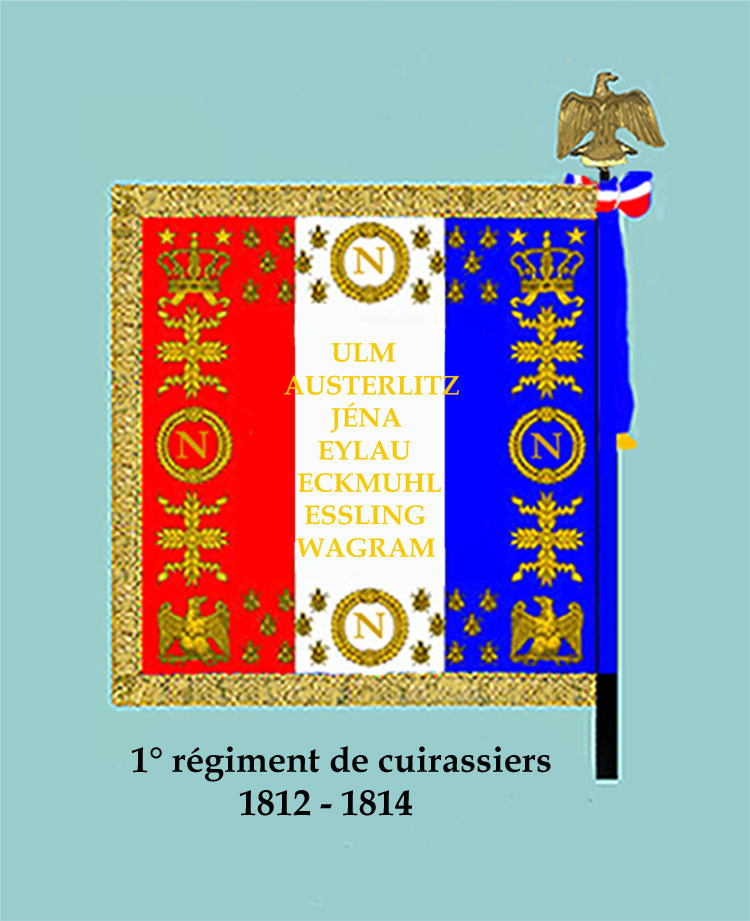
1812 bis 1814

- 25. Juli 1791: Colonel Stanislas de Clermont-Tonnerre
- 5. Februar 1792: Colonel Jacques-Antoine Deschamps de la Varenne
- 9. März 1793: Chef de brigade Claude Louis Doncourt
- 1. November 1793: Chef de brigade Jean Maillard
- 14. Februar 1795: Chef de brigade Jaques Severac
- 15. Januar 1797: Chef de brigade Jean Juignet
- 3. Dezember 1799: Chef de brigade Pierre Margaron
- 31. August 1803: Colonel Marie-Adrien-François Guiton
- 1. April 1807: Colonel Baron de Berckheim
- 16. Juli 1809: Colonel Antoine-Marguerite Baron Clerc

### Restauration
- 11. Mai 1814: Mestre de camp Philippe-Christophe Baron de la Mothe Guery

### Herrschaft der Hundert Tage
- 25. März 1815: Colonel Michel Ordener

### Zweite Restauration
- 1816: Colonel Comte de Béthune
- 1820: Colonel Baron de la Tour-Foissac
- 1825: Colonel de Sainte-Marie

Stellenbesetzung 1820
- Lieutenant-colonel: Jean-Pierre chevalier de Ghelers (Colonel war die Königin)
- Chef d’escadron:
  - Jean-Louis-Prudent Berger
  - Comte Gaston de Latour
- Major: Claude Millot
- Capitaine adjudant-major:
  - Alphonse d’Escrivieux
  - Pierre Escars
- Capitaine-trésorier (Zahlmeister-Offizier): Isidore-Toussaint Tempié
- Capitaine-d’habillement (Bekleidungsoffizier): François Mercier
- Lieutenant porte-étendard (Standartenträger-Offizier): Augustin Duplessis
- Aumônier (Regimentsgeistlicher): Abbé Mercier
- Chirurgien-major (Regimentsarzt): Jean-Pierre Sicard
  - Chirurgien aide-major (Regimentsarztgehilfe): Charles-Joseph Bastide
- Capitaines (Hauptleute): Eugène Lefebvre, De Lahoussaye, De Castéja, De Régis, Anne de Caradeuc, Alexandre de Toulongeon, Le Bouteiller et Louis Chandennier
- Lieutenants (Oberleutnants): Charles De Couryol, Félix d’Haucourt, Henri de Rony, Boudin de Vesvres, de Quiqueran, Solare de Lafontaine, Louis Johanne de Sauméry et Félix d’Estremont
- Sous-Lieutenants (Leutnants): Vincent Leblond, De Senarmont, Philippe Dufay, Eugène de Beaupré, Hippolyte Gérard, Ambroise Badoulleau, Louis-Joseph de Facieu, Adolphe de Maissemy, Charles Grognet, Louis de Marcellus, Alexandre de Merlemont, Jacques Martin, Alphonse de Boubers, Jean-Félix Lentz, Marin, François-Joseph Steib

### Julimonarchie
- 1830 – 1831: Maréchal de Camp Comte Ordener
- 1831 – 1839: Maréchal de Camp Fauvart-Bastoul
- 1839 – 1841: Maréchal de Camp Guillaume Stanislas Marey-Monge
- 1841 – 1843: Maréchal de Camp de Franquetot duc de Coigny
- 1843: Colonel Reyau

### Zweite Französische Republik
- 1848: Colonel O’Riordan

### Zweites Kaiserreich
- 1851: Colonel de Cambiaire
- 1857: Colonel du Barail
- 1860: Colonel de Blanchaud;
- 1864: Colonel Pelletier;
- 13. August 1865 – 25. August 1870: Colonel Leforestier de Vendeuvre

### Dritte Französische Republik
- 1871: Colonel de Renusson d’Hauteville
- 1878: Colonel Thomas de Dancourt
- 1879: Colonel Lenfumé de Lignières
- 1879: Colonel Salvage de Clavières
- 1883: Colonel Dulac
- 1890: Colonel de Cléric
- 1891: Colonel Belbèze
- 1896: Colonel Bougon
- 1900: Colonel Dupuy
- 23. Januar 1912 – 8. Februar 1915: Colonel Lasson
- 1915: Colonel Gillois
- 11. September – 17. September 1916: Colonel Destremeau
- 1917: Colonel Viry
- 1919: Aufgelöst

### Vichy-Regime
- 1940: Colonel Henri de Vernejoul
- 1940: Colonel du Chouchet
- Oktober 1943 – Mai 1944: Colonel de Gonfreville
- 1944: Colonel Henri Pernot du Breuil
- 1945: Colonel Léridon

### Vierte Französische Republik
- 1946: Gardy
- 1948: Lejeune
- 1950: Mondain
- 1951: Balade
- 1953: de Bourdoncle de Saint-Salvy
- 1955: Boussion

### Fünfte Französische Republik
- 1957: de Bort
- 1959: de Froment
- 1961: Boully
- 1963: Fantou
- 1964: Bœuf
- 1966: Loizillon
- 1968: de Courtivron
- 1970: Lecornu
- 1972: Chaufour
- 1974: de Roquefeuil (Jean-Melchior)
- 1976: Pons
- 1978: Boquet
- 1980: Philippe Morillon
- 1982: Curé
- 1984: Ivanovsky
- 1986: Morane
- 1988: de Vanssay
- 1990: t’Kint de Roodenbeke (Bruno)
- 1992: Flichy
- 1994: Néron Bancel
- 1996: Delaunay
- 1998: Olivier Pougin de La Maisonneuve

## Garnisonen und Einsatzgeschichte

### In der Armée de Saxe-Cobourg
- Schlacht bei Breitenfeld (1631)
- Am Lech
- 1632: Schlacht bei Lützen

### Als Trefsky Cavalerie
- 28. Februar 1638: Schlacht bei Rheinfelden
- 1639: In Garnison in Brissac-Quincé
- November 1641: Belagerung von Rottweil

### Als Flechstein Cavalerie
- 1644: Garnison in Freiburg im Breisgau
- 1645: Schlacht bei Nördlingen

### Als Colonel-Général cavalerie
- 1658: Schlacht in den Dünen
- 1667: Feldzug in Flandern
- 1672: Feldzug in den Niederlanden
- 1675 – 1676: Feldzug am Rhein
- 1677: in Cassel
- 1688–1697: Pfälzischer Erbfolgekrieg
- 1701–1706: in Italien
- 1708: Schlacht bei Oudenaarde
- 1709: Schlacht bei Malplaquet
- 1712: Schlacht bei Denain
- 1713: am Rhein
- 1733 – 1735: am Rhein
- 1740–1748: Österreichischer Erbfolgekrieg

1741–1742: in Böhmen
11. Mai 1745: Schlacht bei Fontenoy
1747: Schlacht bei Lauffeldt
- 1759: Schlacht bei Minden
- 1789: Garnison in Lille

### Revolution und Erstes Kaiserreich

#### 1errégiment de cavalerie
- 1792: Schlacht bei Jemappes, Schlacht bei Anderlecht und Schlacht bei Tirlemont.
- 1793: Belagerung von Maastricht (Februar), Schlacht bei Aldenhoven, Schlacht bei Neerwinden und Einnahme von Maubeuge.
- 1794: Gefechte bei Mouscron, Pont-a-Chin, und Roeselare, Einnahme von Malines.

Italienfeldzug
- 1796: Schlacht bei Rivoli Veronese, Kämpfe am Tagliamento.
- 1799: Schlacht an der Trebbia, Schlacht an der Secchia, Schlacht bei Novi und Kämpfe bei Genola.
- 1800: Kämpfe bei Monzambano.
- 1801: Gefecht bei San-Massiano und Einnahme von Verona.

#### 1errégiment de cuirassiers
- 1805:
  - Schlacht bei Wertingen
  - Schlacht bei Ulm
  - Gefecht bei Hollabrunn
  - Gefecht bei Rousínov
  - Schlacht bei Austerlitz
- 1806:
  - Schlacht bei Jena und Einnahme von Lübeck, Einzug in Berlin.
- 1807:
  - Gefecht bei Hof
  - Schlacht bei Eylau
- 1809:
  - Schlacht bei Eckmühl,
  - Einnahme von Regensburg,
  - Schlacht bei Aspern,
  - Schlacht bei Wagram,
  - Hollabrunn,
  - Schlacht bei Znaim.
- 1812:
  - Russlandfeldzug

Schlacht an der Beresina,
Einnahme von Moskau
Schlacht bei Tarutino.
- 1813:
  - Feldzug in Deutschland

Schlacht an der Katzbach,
Völkerschlacht bei Leipzig
Schlacht bei Hanau,
Verteidigung von Hamburg.
- 1814:
  - Feldzug in Frankreich

La Chaussée,
Schlacht bei Vauchamps,
Schlacht bei Bar-sur-Aube,
Sézanne,
Valcourt.
- 1815:
  - Feldzug in Belgien

Schlacht bei Ligny,
Gefecht bei Genappe,
Schlacht bei Waterloo.
Gefallene oder verwundete Kommandanten des Regiments
- Chef de brigade Margaron: verwundet am 14. August 1799
- Colonel Clerc: verwundet am 30. Oktober 1813 und am 30. März 1814
- Colonel Ordener: verwundet am 18. Juni 1815

Gefallene oder verwundete Offiziere des Regiments (1805–1815):
- Gefallene Offiziere: 50
- an ihren Verwundungen gestorbene Offiziere: 4
- Verwundete Offiziere: 86

### 1815–1852
- 1820: Garnison in Dijon
- 1832: Feldzug in Belgien

### Zweites Kaiserreich
- Deutsch-Französischer Krieg

1870: Schlacht bei Wörth und Schlacht bei Sedan
1871: Schlacht bei Coulmiers

### Erster Weltkrieg
- vom 31. Juli bis 3. August 1914 wurde das Regiment zur Aufrechterhaltung der Ordnung in Paris zurück behalten.
- September 1914: Das Regiment war Teil der „2e brigade de cuirassiers“ (2. Kürassierbrigade) in der „1re division de cavalerie à pied“ (1. Kavalleriedivision zu Fuß). Diese gehörte zur „VIe Armée“
- 1914: Kämpfe an der Ourcq
- 1915–1917: Stellungskämpfe in der Champagne
- 1918: Kämpfe in der Picardie, Schlacht an der Aisne, Kämpfe in der Champagne

Aus dem Personalbestand des 1. und 2. Kürassierregiments wurde ein „Bataillon de Cuirassiers à pied“ (Bataillon Kürassiere zu Fuß) aufgestellt.

### Zweiter Weltkrieg
- Am 1. Januar 1940 wurde das Regiment wieder aufgestellt, als Panzerverband ausgerüstet und der „3e division légère mécanique“ (3. Leichte mechanisierte Division) zugeteilt. Es kämpfte in Belgien in der Schlacht um Hannut, dann in der Schlacht um Dünkirchen und an der Loire

Nach dem Waffenstillstand wurde das Regiment nicht aufgelöst, sondern blieb im Verband der Armee Vichy-Frankreichs erhalten.
- 1945: Einnahme von Colmar und Stuttgart. Kämpfe am Neckar und der Donau, Einnahme von Bregenz

Nach dem Einmarsch in Karlsruhe am 4. April 1945 bekämpfte das „1er régiment de cuirassiers“ den deutschen Widerstand am östlichen Rand des Schwarzwaldes und eroberte eine große Anzahl von Gemeinden im Raum Pforzheim. Es drängte stark auf die deutsche Verteidigung und verhinderte so eine Reorganisation und Auffrischung der noch verbliebenen deutschen Kräfte in diesem Bereich. Am 21. April 1945 konnte es nach schweren Kämpfen in Stuttgart einrücken und erreichte am 29. April die vormalige österreichische Grenze. Am 1. Mai 1945 marschierte das Regiment in Bregenz ein.

### 1945 bis zur Auflösung
- 1956–1961: Kämpfe in Algerien
- Seit 1961 war das Regiment in Sankt Wendel stationiert.

## Inschriften auf der zuletzt geführten Standarte
Auf der Rückseite der Regimentsfahne sind (seit Napoleonischer Zeit) in goldenen Lettern die Feldzüge und Schlachten aufgeführt, an denen das Regiment ruhmvoll teilgenommen hat.
Die Standarte ist mit dem Croix de guerre 1914–1918 mit einem Palmenzweig für eine lobende Erwähnung im Armeebefehl und einem goldenen Stern für eine lobende Erwähnung im Korpsbefehl dekoriert. Weiterhin wird an der Standarte das Croix de guerre 1939–1945 mit drei Palmenzweigen für lobende Erwähnungen in Tagesbefehlen der Armee geführt.

### Auszeichnungen für einzelne Soldaten des Regiments

#### Ehrenwaffen (Auszeichnungen der Revolutionszeit)
- Jean Brucker, Maréchal des logis: Carabine d’honneur (Ehrenkarabiner)
- François Chapuy, Sapeur: Carabine d’honneur (Ehrenkarabiner)
- Manuel Chardin, Maréchal des logis: Sabre d’honneur (Ehrensäbel)
- Jean-Baptiste Chevalier, Maréchal des logis: Sabre d’honneur
- Antoine Dessaignes, Adjudant-sous-officier: Sabre d’honneur
- Guillaume Dogon, Cuirassier: Mousqueton d’honneur (Ehrenmuskete)
- Philippe Lahtrec, Maréchal des logis: Mousqueton d’honneur
- Jean-Nicolas Varocaux, Maréchal des logis: Carabine d’honneur (Ehrenkarabiner)